# Городское поселение Белый Яр
Городско́е поселе́ние Белый Яр — муниципальное образование в Сургутском районе Ханты-Мансийского автономного округа Российской Федерации.
Административный центр — пгт Белый Яр.

## История
Статус и границы городского поселения установлены Законом Ханты-Мансийского автономного округа - Югры от 25 ноября 2004 года № 63-оз «О статусе и границах муниципальных образований Ханты-Мансийского автономного округа - Югры»

## Население
| 2009    | 2010    | 2012    | 2013    | 2014    | 2015    | 2016    |
| ------- | ------- | ------- | ------- | ------- | ------- | ------- |
| 14 566  | ↗14 580 | ↗15 696 | ↗16 549 | ↗16 859 | ↗16 953 | ↗17 327 |
| 2017    | 2018    | 2019    | 2020    | 2021    |         |         |
| ↘17 284 | ↗17 304 | ↗17 431 | ↗17 774 | ↘16 141 |         |         |

## Состав городского поселения
| № | Населённый пункт | Тип населённого пункта      | Население |
| - | ---------------- | --------------------------- | --------- |
| 1 | Белый Яр         | пгт, административный центр | ↘16 141   |